# Кусмурынский внешний округ
Кусмурынский округ — административно-территориальная единица, образованная в 1824 году в Костанайском уезде. Охватывает территорию вдоль реки Есиль от реки Обаган до гор Жангызтау. В Кусмурынский округ входили 5 волостей, 63 аула, 4385 домов. Административный центр находился на берегу озера Кусмурын. Округом управлял окружной приказ. Местное управление проводили старший окружной султан и окружное правление, состоявшее из русских и казахских чиновников.

## История
Ликвидирован 12 мая 1859 года, в связи с созданием Атбасарского округа.

## Старший султан
1. Валиханов, Чингиз Уалиевич (1834 — 1853)
2. Есенай Естемесов 1853-1859